# Euxoa phantoma
Euxoa phantoma là một loài bướm đêm trong họ Noctuidae.